# Francesco Maria Febei
Francesco Maria Febei (Orvieto, 1616 – Roma, 29 novembre 1680) è stato un arcivescovo cattolico e scrittore italiano.

## Biografia
Francesco Maria Febei nacque da un'antica famiglia ascritta al patriziato di Orvieto. Ricevette la titolatura dell'abbazia dei Santi Severo e Martirio di Orvieto. Nella sua città natale, aprì le porte di Palazzo Febei (già Coelli) alle riunioni dell'Accademia dei Risvegliati, avvenimento sancito nel discorso inaugurale del gesuita Carlo Bovio.
Buona parte della sua carriera ecclesiastica si svolse, tuttavia, a Roma. Qui divenne primo maestro di cerimonie pontificie, segnalandosi anche per la stesura di acute dissertazioni. Fra queste, quella più nota è sul Giubileo. Ma non mancano scritti sulla storia della Cattedra di San Pietro e sugli atti di canonizzazione di san Pietro d'Alcantara e di santa Maria Maddalena dei Pazzi. La sua attività vaticana gli fece ottenere la nomina a commendatore di Santo Spirito.
Venne nominato arcivescovo di Tarso nel 1667, mantenendone la titolarità sino alla morte. Fu sepolto a Roma nella Basilica di Sant'Anastasia, che in vita aveva fatto abbellire.